# 6604型反潜护卫艇
6604型猎潜艇大型港口猎潜艇是1950年代中期由苏联转让的122型獵潛艦（西方称“喀朗施塔得”级）全套技术，中国制造并装备中国人民解放军海军水面舰艇部队。

## 性能
艇长49.5米，宽6.2米，正常排水量320吨。设前、后两个独立防水机舱，任一机舱破损进水时仍能航行。设计指标：航行中抗9级风、抛锚抗11级风。
艏部装有85毫米主炮与12.7毫米机枪，艉部装有2座37毫米副炮。正半球火力和后半球火力差距悬殊，因此战斗时尽量以正面对敌，对艇的机动有较多限制。苏联在该型艇选用85毫米炮，最大射程15500米，配爆炸弹、穿甲弹和对空射击专用高爆弹，整装弹每发重约16千克，备存弹230发，射速18发/分钟，主要强调射程能够超过二战时期的潜射直航鱼雷，以便打击上浮的潜艇，但并不适应射击高速的小型水面目标。
艇上没有冰箱，舰艇海勤灶以醃製肉類、脫水蔬果为主。

## 历史
苏联首船（БО-270）在泽列诺多尔斯克1945年6月30日铺龙骨，1946年4月27日下水，1947年9月27日在里海区舰队入役。至1955年，总计建造了227艘，装备苏联海军（175艘）与苏联边防军。还建造了20艘项目357（Libau级）无武装运输船。  
1958-1960年出口阿尔巴尼亚6艘。1957年出口保加利亚2艘。1962年出口古巴6艘。对印度尼西亚，1958年出口4艘，1963年出口6艘热带改装型号。1955年、1957年出口波兰各4艘。

### 中国海军
1953年6月4日，中国政府代表团与苏联政府在莫斯科签订《关于向中国海军交货和关于在中国建造军舰方面给中国以技术援助的协定》（简称“六·四协定”），其中规定从1955年1月开工至1956年10月由苏方供货，在苏联专家帮助下，中方建造14艘“04”型猎潜艇。此外双方协商，在“六·四协定”实施之前，1955年上半年苏联转让1个大队6艘猎潜艇给中国海军，以尽快形成战斗力，应对中华民国海军在东南沿海的军事优势。
1955年4月底，苏联太平洋舰队从海参崴抽调6艘： BO-379、BO-380、BO-393、BO-395、BO-396、BO-397，均为1952年入役的新船，经日本海、对马海峡到达青岛，分别命名为德州号、胶州号、常州号、通州号、温州号、泰州号，舷号611-616，中国海军专门组建的猎潜艇大队实施岸港训练、单舰航行、火炮射击、布雷、攻潜和编队等科目的人员对口训练教学，至年底完成全部科目。由青岛海军基地副参谋长邓兆祥负责。1955年7月12日在青岛正式组建海军驱潜舰大队，大队长宋中青、大队政委惠叟、大队参谋长纪彦。
另在泽列诺多尔斯克制造的14艘船壳与部件通过铁路运往中国。在上海求新造船厂、中苏造船公司（大连造船厂前身）人员利用广州黄埔造船厂的场地分别组装建造了8艘、6艘。1956年完成12艘，1957年完成2艘。上海首艇于1955年1月开工，2月上船台，1955年4月24日下水，1956年3月18日签字交船入役。总建造师朱淑新。 其中前４艘均为苏联供应船体小分段，第5艘为船体材料经过加工后由苏联供应，6－8号艇则以苏联供应未加工之材料的形式建造，至1957年12月，求新造船厂建造的最后一艘6604型艇签字交船。广州方面，1955年7月开工建造首艇，同年9月下水，1956年9月交船，至10月，6艘艇全部签字交船。通过建造6604型艇，中国造船业在企业管理和生产制度方面收获很大，指导造船的苏联专家极其强调工艺，称“工艺就是法律”。
在中国服役时发现原设计针对极区、亚极区寒冷水域，在亚热带海域非常不适应，例如舱内无风扇，甲板经太阳一晒住舱温度高达40度，休更时艇员舱无法入眠，没有冷库携带的食品很快就变质了。为此做了适航性改造。艇上的电灶被改为烧油灶，可以炒菜。面包烤箱改为米柜。指挥台增加了帆布罩，夏季可以喷水降温，可以在5分钟内全部拆卸完毕。在前后弹药舱顶部的火炮甲板增设了木铺板，夏天可以喷水降温。在士兵舱内，还增加了9只火车式风扇与抽气扇，但夜间主辅机停机后这些风扇与抽气扇就失去动力停转。
该型艇作战对象是中华民国海军的“江”字级猎潜艇，该艇有76.2毫米和40毫米火炮各1座，还有5座20毫米快炮。
1964年7月，台湾“大金1号”、“大金2号”武装特务船，排水量各为150吨，运载“神斧”大队3中队9分队武装特务45人和船工29人，到南越岘港补给后，取消了原定去广西沿海输送特务人员潜入登陆任务，绕道海南岛东南外海返航台湾。南海舰队榆林海军基地猎潜艇73大队的272号、274号于7月12日15时28分将其击沉，俘上尉副指挥官余美光以下60人，毙溺少校指挥官何冠棠以下14人。
1974年，南海舰队榆林海军基地猎潜艇73大队的271号、274号猎潜艇参加了西沙海战。274艇由于舵机失灵，冲过敌方编队被迫以尾部火力对敌两舰，274艇长李福祥只能以倒车的方式后退以维持主炮射界。主炮脚踩击发开关坏了，改用手动击发，40多分钟战斗中该艇发射85炮弹184发，主攻南越海军4号舰命中37发。此战274艇被重创小口径炮弹60多发，艇政委冯松柏头部被弹片击中牺牲，副艇长周锡通左前胸被小口径炮弹打穿牺牲，电舵被打坏，用人力舵操控，但坚持返回永兴岛。274艇荣立集体一等功，主炮装填手李如意荣立个人一等功。参战的271艇主打南越海军5号舰，发射85毫米炮弹21发后该主炮损坏退出战斗，南越5号舰没有被85炮弹命中。
该型猎潜艇于1980年代初全部退役。

## 人员战位
- 艇长
- 艇政委
- 副艇长
- 航海业务长
  - 舵机班
- 观通业务长
  - 信号班
  - 雷达班
- 枪炮长
  - 主炮班：5人制，设班长、一炮手、二炮手、装填手、瞄准手
  - 副炮班
  - 水雷班
  - 机枪班
- 轮机长
  - 主机班
- 舱段班
- 炊事班

### 书目
- Качур П. И. Большие охотники за подводными лодками проекта 122а/122бис // Морская коллекция, 2004, специальный выпуск № 1. [Project 122a/122bis Large Submarine Chasers. in Naval Collection, 2004, SV 1.
- Титушкин С. И. Большие морские охотники проекта 122. Санкт-Петербург, 2001. [Large Seagoing Chasers of Project 122].
- Gardiner, Robert (ed.). . London: Conway Maritime. 1995. ISBN 0-85177-605-1. OCLC 34284130. Also published as Gardiner, Robert; Chumbley, Stephen; Budzbon, Przemysław. . 1995.